# Гуарасиаба (Санта-Катарина)
Гуарасиаба (порт. Guaraciaba)  —  муниципалитет в Бразилии, входит в штат Санта-Катарина. Составная часть мезорегиона Запад штата Санта-Катарина. Входит в экономико-статистический  микрорегион Сан-Мигел-ду-Уэсти. Население составляет 10 019 человек на 2004 год. Занимает площадь 331 км². Плотность населения — 30,3 чел./км².

## История
Город основан 1 октября 1963 года.